# Campeonato Paranaense de Futebol de 2012
O Campeonato Paranaense de Futebol de 2012 , cujo nome oficial é Paranaense Chevrolet 2012 por motivos de patrocínio, foi a 98ª edição da principal divisão do futebol paranaense, organizada pela Federação Paranaense de Futebol.
O Campeonato Paranaense de 2012 classificou os três primeiros colocados (Coritiba, Atlético Paranaense e Arapongas) para a Copa do Brasil de 2013. Os dois melhores clubes (Arapongas e Cianorte) que já não possuiam vaga em alguma divisão do Campeonato Brasileiro também receberam vaga para o Campeonato Brasileiro de Futebol de 2012 - Série D.
O Coritiba se tornou tricampeão (36º título no geral) ao derrotar seu arquirrival Atlético Paranaense nas finais.

## Regulamento da Competição[2]
Os 12 clubes jogarão em turno e returno de pontos corridos. O campeão de cada turno classifica-se para a final a ser realizada em 2 jogos. Se um mesmo time vencer o turno e o returno, ele será considerado campeão sem a necessidade da final. Serão rebaixados os 2 times com as piores campanhas na soma geral dos dois turnos. Os 3 primeiros colocados disputarão a Copa do Brasil de 2013. Os dois mais bem classificados entre os clubes de fora de Curitiba disputarão o Troféu RPC Campeão do Interior, que será decidido em dois jogos.

### Critérios de desempate
- Maior número de vitórias;
- Maior saldo de gols;
- Maior número de gols a favor;
- Menor número de cartões vermelhos;
- Menor número de cartões amarelos;
- Sorteio.

## Televisão
Para a temporada de 2012, a RPC TV, afiliada da Rede Globo no Paraná deteve os direitos televisivos, tendo transmitido um jogo por rodada. O canal pay-per-view PFC transmitiu todos os jogos do Coritiba e do Atlético Paranaense

## Participantes2012
| Equipe                             | Cidade       | Região                           | No ano anterior                                                            | Estádio                                  | Capacidade | Títulos              | Participações |
| ---------------------------------- | ------------ | -------------------------------- | -------------------------------------------------------------------------- | ---------------------------------------- | ---------- | -------------------- | ------------- |
| Rio Branco Sport Club              | Paranaguá    | Litoral Paranaense               | Décimo Lugar                                                               | Gigante do Itiberê                       | 9.070      | 0 (não possui)       | 43            |
| Iraty Sport Club                   | Irati        | Microrregião de Irati            | Oitavo Lugar                                                               | Estádio Coronel Emílio Gomes             | --         | 1 (2002)             | 27            |
| Atlético Clube Paranavaí           | Paranavaí    | Microrregião de Paranavaí        | Sétimo Lugar                                                               | Estádio Municipal Dr. Waldemiro Wagner   | 25.000     | 1 (2007)             | 36            |
| Sport Clube Corinthians Paranaense | Curitiba     | Região Metropolitana de Curitiba | Nono Lugar                                                                 | Estádio Janguito Malucelli               | 4.200      | 0 (não possui)       | 13            |
| Coritiba Foot Ball Club            | Curitiba     | Região Metropolitana de Curitiba | Campeão                                                                    | Estádio Major Antônio Couto Pereira      | 38.000     | 35 (último em 2011)  | 88            |
| Clube Atlético Paranaense          | Curitiba     | Região Metropolitana de Curitiba | Vice Campeão                                                               | Arena da Baixada                         | 25.180     | 21 (último em 2009)  | 78            |
| Cianorte Futebol Clube             | Cianorte     | Microrregião de Cianorte         | Quarto Lugar                                                               | Estádio Municipal Olímpico Albino Turbay | 3.000      | 0 (não possui)       | 9             |
| Operário Ferroviário Esporte Clube | Ponta Grossa | Microrregião de Ponta Grossa     | Terceiro Lugar                                                             | Estádio Germano Krüger                   | 8.620      | 0 (não possui)       | 42            |
| Roma Esporte Apucarana             | Apucarana    | Microrregião de Apucarana        | Sexto Lugar                                                                | Estádio Bom Jesus da Lapa                | --         | 0 (não possui)       | 7             |
| Arapongas Esporte Clube            | Arapongas    | Microrregião de Apucarana        | Quinto Lugar                                                               | Estádio dos Pássaros                     | --         | 0 (não possui)       | 5             |
| Toledo Colônia Work                | Toledo       | Microrregião de Toledo           | Vice Campeão do Campeonato Paranaense de Futebol de 2011 - Segunda Divisão | Estádio 14 de Dezembro                   | 15.280     | 0 (não possui)       | 4             |
| Londrina Esporte Clube             | Londrina     | Microrregião de Londrina         | Campeão do Campeonato Paranaense de Futebol de 2011 - Segunda Divisão      | Estádio do Café                          | 36.000     | 3 (1962, 1981, 1992) | 38            |

### Promovidos para a Série Ouro de 2012
- Londrina Esporte Clube
- Toledo Colônia Work

### Rebaixados para aSérie Pratade 2012
- Paraná Clube
- Cascavel Clube Recreativo

## Primeiro Turno
| Classificação | Classificação          | Classificação | Classificação | Classificação | Classificação | Classificação | Classificação | Classificação | Classificação | Classificação | Classificação | Classificação |
| Pos           | Times                  | Pts           | J             | V             | E             | D             | GP            | GC            | SG            | %             | M             |               |
| ------------- | ---------------------- | ------------- | ------------- | ------------- | ------------- | ------------- | ------------- | ------------- | ------------- | ------------- | ------------- | ------------- |
| 1             | Atlético Paranaense    | 26            | 11            | 8             | 2             | 1             | 26            | 5             | 21            | 78,8          | 1             |               |
| 2             | Coritiba               | 25            | 11            | 7             | 4             | 0             | 28            | 7             | 21            | 75,8          | 1             |               |
| 3             | Cianorte               | 25            | 11            | 7             | 4             | 0             | 25            | 8             | 17            | 75,8          | 2             |               |
| 4             | Arapongas              | 20            | 11            | 6             | 2             | 3             | 18            | 14            | 4             | 60,6          | Estável       |               |
| 5             | Toledo                 | 17            | 11            | 5             | 2             | 4             | 15            | 13            | 2             | 51,5          | Estável       |               |
| 6             | Rio Branco             | 13            | 11            | 4             | 1             | 6             | 15            | 25            | -10           | 39,4          | Estável       |               |
| 7             | Londrina               | 13            | 11            | 3             | 4             | 4             | 12            | 12            | 0             | 39,4          | 2             |               |
| 8             | Corinthians Paranaense | 12            | 11            | 3             | 3             | 5             | 12            | 17            | -5            | 36,4          | 1             |               |
| 9             | Roma Apucarana         | 11            | 11            | 2             | 5             | 4             | 10            | 19            | -9            | 33,3          | 1             |               |
| 10            | Operário               | 9             | 11            | 2             | 3             | 6             | 15            | 22            | -7            | 27,3          | Estável       |               |
| 11            | Paranavaí              | 5             | 11            | 1             | 2             | 8             | 8             | 24            | -16           | 15,2          | Estável       |               |
| 12            | Iraty                  | 4             | 11            | 0             | 4             | 7             | 8             | 26            | -18           | 12,1          | Estável       |               |

|  |                            |
|  | Campeão do Primeiro Turno. |

### Confrontos
Para ler a tabela, a linha horizontal representa os jogos da equipe como mandante. A coluna vertical indica os jogos da equipe como visitante.
Jogos "clássicos" estão em negrito.
Resultados estão em verde.
|                        | AEC | CAP | CIA | CPR | CFC | ISC | LEC | OPE | ACP | RIO | ROM | TCW |
| ---------------------- | --- | --- | --- | --- | --- | --- | --- | --- | --- | --- | --- | --- |
| Arapongas              | —   | 2x1 | 1x1 | 4x1 | *   | *   | *   | 1x2 | 2x0 | *   | 1x1 | *   |
| Atlético               | *   | —   | *   | 4x0 | 0x0 | *   | 2x0 | *   | *   | *   | 4x0 | 4x0 |
| Cianorte               | *   | 2x2 | —   | *   | 1x1 | 3x0 | 2x0 | *   | *   | 7x1 | *   | *   |
| Corinthians Paranaense | *   | *   | 0x0 | —   | *   | *   | 1x0 | 2x2 | 3x1 | 4x1 | 1x2 | *   |
| Coritiba               | 4x1 | *   | *   | 2x0 | —   | 5x1 | *   | 4x1 | *   | 1x1 | 5x0 | *   |
| Iraty                  | 1x2 | 0x3 | *   | 0x0 | *   | —   | 1x1 | *   | *   | 1x2 | *   | 0x5 |
| Londrina               | 1x3 | *   | *   | *   | 1x1 | *   | —   | *   | 4x0 | 2x1 | 1x1 | *   |
| Operário-PR            | *   | 0x1 | 2x3 | *   | *   | 2x2 | 0x2 | —   | *   | *   | 2x1 | *   |
| Paranavaí              | *   | 1x3 | 0x3 | *   | 1x3 | 1x0 | *   | 2x2 | —   | *   | *   | 2x3 |
| Rio Branco-PR          | 0x1 | 0x2 | *   | *   | *   | *   | *   | 3x2 | 1x0 | —   | *   | 3x2 |
| Roma Apucarana         | *   | *   | 0x1 | *   | *   | 2x2 | *   | *   | 0x0 | 3x2 | —   | 0x0 |
| Toledo                 | 2x0 | *   | 1x2 | 1x0 | 0x2 | *   | 0x0 | 1x0 | *   | *   | *   | —   |

### Desempenho por rodada
Clubes que lideraram o campeonato ao final de cada rodada:
| 1   | 2   | 3   | 4   | 5   | 6   | 7   | 8   | 9   | 10  | 11  |
| CPR | CFC | CFC | CIA | CFC | CFC | CAP | CAP | CAP | CIA | CAP |

Clubes que ficaram na última posição do campeonato ao final de cada rodada:
| 1   | 2   | 3   | 4   | 5   | 6   | 7   | 8   | 9   | 10  | 11  |
| ISC | ISC | ISC | ISC | ACP | ISC | ISC | ISC | ISC | ISC | ISC |

## Segundo Turno
| Classificação | Classificação          | Classificação | Classificação | Classificação | Classificação | Classificação | Classificação | Classificação | Classificação | Classificação | Classificação | Classificação |
| Pos           | Times                  | Pts           | J             | V             | E             | D             | GP            | GC            | SG            | %             | M             |               |
| ------------- | ---------------------- | ------------- | ------------- | ------------- | ------------- | ------------- | ------------- | ------------- | ------------- | ------------- | ------------- | ------------- |
| 1             | Coritiba               | 28            | 11            | 9             | 1             | 1             | 26            | 12            | 14            | 84,8          | Estável       |               |
| 2             | Atlético Paranaense    | 23            | 11            | 7             | 2             | 2             | 26            | 10            | 16            | 69,7          | Estável       |               |
| 3             | Operário               | 21            | 11            | 6             | 3             | 2             | 19            | 13            | 6             | 63,6          | Estável       |               |
| 4             | Arapongas              | 18            | 11            | 6             | 0             | 5             | 14            | 15            | -1            | 54,5          | 1             |               |
| 5             | Londrina               | 17            | 11            | 5             | 2             | 4             | 17            | 6             | 11            | 51,5          | 1             |               |
| 6             | Paranavaí              | 15            | 11            | 4             | 3             | 4             | 12            | 16            | -4            | 45,5          | Estável       |               |
| 7             | Rio Branco             | 14            | 11            | 4             | 2             | 5             | 16            | 20            | -4            | 42,4          | 1             |               |
| 8             | Cianorte               | 13            | 11            | 3             | 4             | 4             | 6             | 11            | -5            | 39,4          | 1             |               |
| 9             | Toledo                 | 12            | 11            | 3             | 3             | 5             | 11            | 12            | -1            | 36,4          | 1             |               |
| 10            | Corinthians Paranaense | 11            | 11            | 2             | 5             | 4             | 12            | 15            | -3            | 33,3          | 1             |               |
| 11            | Iraty                  | 5             | 11            | 1             | 2             | 8             | 10            | 30            | -20           | 15,2          | Estável       |               |
| 12            | Roma Apucarana         | 5             | 11            | 0             | 5             | 6             | 9             | 18            | -9            | 15,2          | Estável       |               |

|  |                           |
|  | Campeão do Segundo Turno. |

### Confrontos
Para ler a tabela, a linha horizontal representa os jogos da equipe como mandante. A coluna vertical indica os jogos da equipe como visitante.
Resultados estão em verde.
|                        | AEC | CAP | CIA | CPR | CFC | ISC | LEC | OPE | ACP | RIO | ROM | TCW |
| ---------------------- | --- | --- | --- | --- | --- | --- | --- | --- | --- | --- | --- | --- |
| Arapongas              | —   | *   | *   | *   | 2x0 | 2x1 | 0x4 | *   | *   | 2x3 | *   | 2x1 |
| Atlético               | 2x1 | —   | 3x0 | *   | *   | 3x0 | *   | 5x0 | 4x0 | 3x0 | *   | *   |
| Cianorte               | 0x2 | *   | —   | 1x0 | *   | *   | *   | 0x0 | 0x0 | *   | 2x1 | 0x0 |
| Corinthians Paranaense | 2x1 | 1x1 | *   | —   | 1x2 | 3x2 | *   | *   | *   | *   | *   | 0x0 |
| Coritiba               | *   | 4x2 | 3x1 | *   | —   | *   | 1x0 | *   | 3x1 | *   | *   | 1x0 |
| Iraty                  | *   | *   | 0x0 | *   | 1x5 | —   | *   | 2x4 | 0x0 | *   | 1x0 | *   |
| Londrina               | *   | 3x0 | 0x1 | 1x0 | *   | 4x0 | —   | 0x1 | *   | *   | *   | 1x1 |
| Operário-PR            | 0x1 | *   | *   | 2x2 | 2x2 | *   | *   | —   | 2x1 | 4x0 | *   | 2x0 |
| Paranavaí              | 2x0 | *   | *   | 3x1 | *   | *   | 0x3 | *   | —   | 2x1 | 1x1 | *   |
| Rio Branco-PR          | *   | *   | 2x1 | 1x1 | 1x2 | 5x2 | 1x0 | *   | *   | —   | 2x2 | *   |
| Roma Apucarana         | 0x1 | 1x1 | *   | 1x1 | 1x3 | *   | 1x1 | 0x2 | *   | *   | —   | *   |
| Toledo                 | *   | 0x2 | *   | *   | *   | 4x1 | *   | *   | 1x2 | 1x0 | 3x1 | —   |

### Desempenho por rodada
Clubes que lideraram o campeonato ao final de cada rodada:
| 1   | 2   | 3   | 4   | 5   | 6   | 7   | 8   | 9   | 10  | 11  |
| LON | LON | LON | LON | LON | LON | CFC | CFC | CFC | CFC | CFC |

Clubes que ficaram na última posição do campeonato ao final de cada rodada:
| 1   | 2   | 3   | 4   | 5   | 6   | 7   | 8   | 9   | 10  | 11  |
| CAP | ACP | ROM | ISC | ISC | ISC | ISC | ROM | ROM | ROM | ROM |

## Classificação geral
| Classificação | Classificação          | Classificação | Classificação | Classificação | Classificação | Classificação | Classificação | Classificação | Classificação | Classificação | Classificação | Classificação |
| Pos           | Times                  | Pts           | J             | V             | E             | D             | GP            | GC            | SG            | %             | M             |               |
| ------------- | ---------------------- | ------------- | ------------- | ------------- | ------------- | ------------- | ------------- | ------------- | ------------- | ------------- | ------------- | ------------- |
| 1             | Coritiba               | 53            | 22            | 16            | 5             | 1             | 54            | 19            | 35            | 80            | Estável       |               |
| 2             | Atlético Paranaense    | 49            | 22            | 15            | 4             | 3             | 52            | 15            | 37            | 74,3          | Estável       |               |
| 3             | Arapongas              | 38            | 22            | 12            | 2             | 8             | 32            | 29            | 3             | 57,7          | 1             |               |
| 4             | Cianorte               | 38            | 22            | 10            | 8             | 4             | 31            | 19            | 12            | 57,7          | 1             |               |
| 5             | Londrina               | 30            | 22            | 8             | 6             | 8             | 29            | 18            | 11            | 45,4          | Estável       |               |
| 6             | Operário               | 30            | 22            | 8             | 6             | 8             | 34            | 35            | -1            | 45,4          | Estável       |               |
| 7             | Toledo                 | 29            | 22            | 8             | 5             | 9             | 26            | 25            | 1             | 44            | Estável       |               |
| 8             | Rio Branco             | 27            | 22            | 7             | 3             | 11            | 31            | 45            | -14           | 40            | Estável       |               |
| 9             | Corinthians Paranaense | 23            | 22            | 5             | 8             | 9             | 24            | 32            | -8            | 34,8          | Estável       |               |
| 10            | Paranavaí              | 20            | 22            | 5             | 5             | 12            | 20            | 40            | -20           | 30,3          | Estável       |               |
| 11            | Roma Apucarana         | 16            | 22            | 2             | 10            | 10            | 19            | 37            | -18           | 24,2          | Estável       |               |
| 12            | Iraty                  | 9             | 22            | 1             | 6             | 15            | 18            | 56            | -38           | 13,4          | Estável       |               |

|  | |
|  | Classificados para a Copa do Brasil de 2013.                                                                                      |
|  | Classificado para a Série D do Campeonato Brasileiro de 2012, Copa do Brasil de 2013 e disputa do Troféu RPC Campeão do Interior. |
|  | Classificado para a Série D do Campeonato Brasileiro de 2012 e disputa do Troféu RPC Campeão do Interior.                         |
|  | Rebaixados para a Segunda Divisão de 2013.                                                                                        |

## Final
Primeiro jogo
| 6 de maio | Atlético Paranaense                    | 2 - 2 | Coritiba                                  | Vila Capanema, Curitiba                       |
| 16:00     | Bruno Mineiro 24' · Martín Ligüera 54' |       | 19' Éverton Ribeiro · 80' Anderson Aquino | Público: 8,460 Árbitro: Evandro Rogério Roman |

Segundo jogo
| 13 de maio | Coritiba | 0 - 0 | Atlético Paranaense | Couto Pereira, Curitiba                    |
| 16:00      |          |       |                     | Público: 23,605 Árbitro: Adriano Milczvski |

|                                                           |       | Penalidades                                      |  |
| Lincoln Roberto Júnior Urso Éverton Costa Éverton Ribeiro | 5 – 4 | Alan Bahia Deivid Zezinho Guerrón Martín Ligüera |  |

## Final do Interior
Primeiro jogo
| 3 de maio | Cianorte                       | 2 - 0 | Arapongas | Estádio Albino Turbay, Cianorte     |
| 20:30     | Netinho 14' · Felipe Pinto 48' |       |           | Público: 242 Árbitro: Fábio Filipus |

Segundo jogo
| 6 de maio | Arapongas      | 1 - 0 | Cianorte | Estádio dos Pássaros, Arapongas               |
| 16:00     | Tiago Adan 46' |       |          | Público: 3,227 Árbitro: Leandro Júnior Hermes |

|                                                                                            |       | Penalidades                                                                      |  |
| Tiago Adan Léo Itaperuna Edu Amparo Edmílson Edinho Bruno Matavelli Douglas Maicon Fabinho | 8 – 7 | Pablo Paulinho Felipe Pinto Vinícius Netinho Cleiton Valdir Alexandre Luz Ligger |  |

## Artilharia
| Gols | Jogador       | Time        |
| ---- | ------------- | ----------- |
| 13   | Baiano        | Operário-PR |
| 12   | Bruno Mineiro | Atlético-PR |
| 11   | Tiago Adan    | Arapongas   |
| 10   | Léo Itaperuna | Arapongas   |
| 9    | Henrique      | Cianorte    |

## Premiações

### Campeão
| Campeonato Paranaense de Futebol de 2012 |
| ---------------------------------------- |
| Coritiba (36º título)                    |

### Individuais[4]
| Craque (melhor jogador): | Revelação:             | Melhor Técnico:             |
| ------------------------ | ---------------------- | --------------------------- |
| Emerson (Coritiba)       | Harrison (Atlético-PR) | Juan Carrasco (Atlético-PR) |

### Seleção do Campeonato
| Goleiro                   | Defesa                                                                                         | Meio de campo                                                                                          | Ataque                                              |
| ------------------------- | ---------------------------------------------------------------------------------------------- | --- | --------------------------------------------------- |
| G - Rodolfo (Atlético-PR) | LD - Ayrton (Londrina) Z - Emerson (Coritiba) Z - Manoel (Atlético-PR) LE - Edinho (Arapongas) | V - Deivid (Atlético-PR) V - Tcheco (Coritiba) M - Martín Ligüera (Atlético-PR) M - Rafinha (Coritiba) | A - Tiago Adan (Arapongas) A - Baiano (Operário-PR) |